# Irving Ives
Irving Ives (Bainbridge, 1896. január 24. – Norwich, 1962. február 24.) az Amerikai Egyesült Államok szenátora (New York, 1947–1959).